# مدل استرس–حساسیت

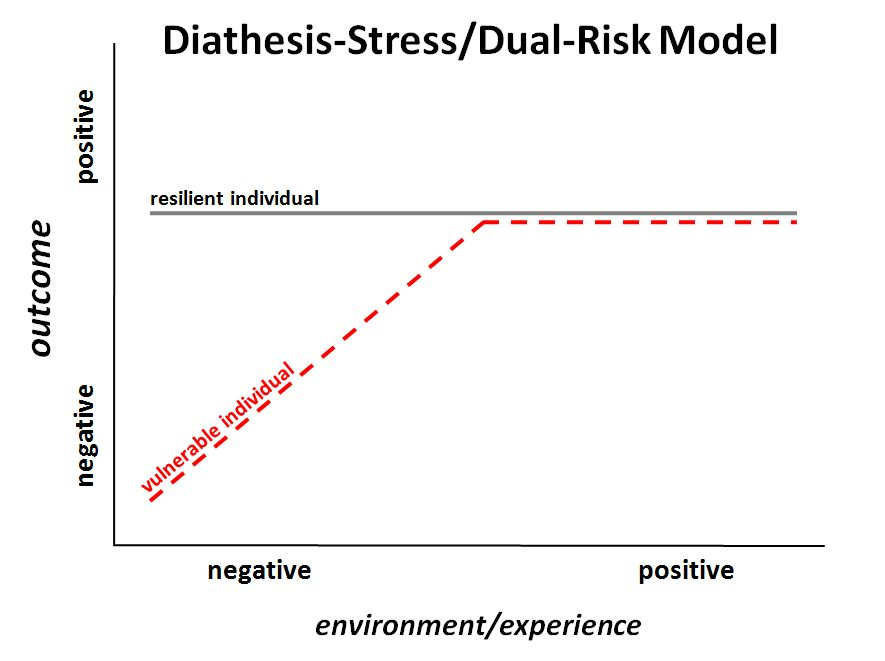
شماتیک مدل دیاتز استرس

مدل دیاتز - استرس یک نظریه روانشناختی است که سعی دارد یک اختلال یا مسیر آن را به عنوان نتیجه تعامل بین یک استعداد برای آسیب پذیری یا دیاتز و استرس ناشی از تجارب زندگی توضیح دهد. اصطلاح دیاتز از اصطلاح یونانی (διάθεσις) برای یک استعداد یا حساسیت گرفته شده است. دیاتز می تواند به شکل عوامل ژنتیکی ، روانشناختی ، بیولوژیکی یا موقعیتی باشد.  طیف وسیعی از آسیب پذیری های مختلف در افراد برای ایجاد یک اختلال وجود دارد.  
دیاتز یا حساسیت با پاسخ فرد به موقعیت استرس‌زا تعامل می‌کند. استرس یک رویداد زندگی یا مجموعه ای از حوادث است که تعادل روانی فرد را بر هم می زند و ممکن است توسعه یک اختلال را تسریع کند.  بنابراین مدل حساسیت - استرس برای کشف چگونگی تعامل صفات بیولوژیکی یا ژنتیکی ( دیاتزها و حساسیت‌ها ) با تأثیرات محیطی ( عوامل استرس زا ) برای تولید اختلالاتی مانند افسردگی ، اضطراب و یا اسکیزوفرنی استفاده می شود. 
مدل حساسیت - استرس ادعا می کند که اگر ترکیب استعداد و استرس بیش از یک آستانه معین باشد ، فرد دچار اختلال می شود . 
استفاده از اصطلاح دیاتز در پزشکی و در تخصص روانپزشکی به دهه 1800 برمی گردد. با این حال ، مدل حساسیت - استرس برای توصیف رشد آسیب شناسی روانی مورد استفاده قرار نگرفت تا اینکه در دهه 1960 توسط پل میل برای توضیح اسکیزوفرنی استفاده شد.  
مدل حساسیت - استرس در بسیاری از زمینه های روانشناسی ، به ویژه برای مطالعه رشد آسیب شناسی روانی ، استفاده می شود.  این برای درک اهداف متقابل طبیعت و پرورش و استعداد نسبت به اختلالات روانشناختی در طول زندگی مفید است.  حساسیت - استرس همچنین می تواند در تعیین اینکه چه کسی دچار اختلال می شود و چه کسی به آن مبتلا نمی شود ، کمک کند.  به عنوان مثال ، در زمینه افسردگی ، مدل حساسیت - استرس می تواند توضیح دهد که چرا شخص A ممکن است افسرده شود در حالی که شخص B ، حتی اگر در معرض همان عوامل استرس زا باشد ، افسرده نمی شود.  اخیراً ، از مدل حساسیت - استرس برای توضیح اینکه چرا برخی از افراد بیش از دیگران در معرض خطر ابتلا به اختلال هستند ، استفاده شده است.  به عنوان مثال ، کودکانی که سابقه خانوادگی افسردگی دارند ، به طور کلی خود در معرض ابتلا به اختلال افسردگی هستند. کودکی که سابقه خانوادگی افسردگی داشته و در معرض فشارهای روانی خاصی مانند کنار گذاشتن یا طرد شدن توسط همسالان خود قرار داشته باشد ، در مقایسه با کودکی که سابقه خانوادگی افسردگی در او وجود ندارد ، بیشتر دچار افسردگی می شود.  
عوامل محافظتی ، مانند شبکه های اجتماعی مثبت یا عزت نفس بالا ، می توانند اثرات استرس زا را خنثی کرده و از بروز آشفتگی جلوگیری کرده یا آن را مهار کنند.  در بسیاری از اختلالات روانشناختی پنجره ای از آسیب پذیری دیده می شود که همین موضوع باعث استعداد بالاتر فرد در ابتلا به اختلالات روانی می‌شود.  مدلهای حساسیت - استرس اغلب به عنوان مدلهای تکوینی چند علتی مفهوم می شوند ، که پیشنهاد می کند عوامل خطر متعدد در طول رشد با عوامل تنش زا و عوامل محافظتی موثر در رشد طبیعی یا آسیب شناسی روانی در تعامل هستند.  فرضیه تفاوت حساسیت یک نظریه جدید است که از مدل حساسیت - استرس نشات گرفته است. 

## دیاتز (حساسیت، استعداد)

یک قیاس فنجان که نشان می دهد تحت همان مقدار عوامل استرس زا است ، شخص 2 به دلیل استعداد خود نسبت به شخص 1 آسیب پذیرتر است.

اصطلاح دیاتزس مترادف با آسیب پذیری است و اصطلاحات مختلف آن مانند "آسیب پذیری-استرس" در روانشناسی رایج است.  یک آسیب پذیری باعث می شود در صورت بروز استرس خاصی ، فردی تسلیم ابتلا به یک آسیب شناسی روانی شود.  حساسیت ذاتی است و به طور معمول در طول عمر پایدار است ، اما تغییرپذیر نیست.   حساسیت‌ها همچنین اغلب نهفته (به عنوان مثال خاموش) در نظر گرفته می شوند ، زیرا تشخیص آنها دشوار است مگر اینکه توسط عوامل استرس آور تحریک شوند.  
حساسیت‌ها شامل عوامل ژنتیکی ، بیولوژیکی ، فیزیولوژیکی ، شناختی و عوامل مربوط به شخصیت هستند .  برخی از نمونه های حساسیت شامل فاکتورهای ژنتیکی مانند ناهنجاری در برخی ژن ها یا تغییر در ژن های متعددی است که برای افزایش آسیب پذیری در تعامل هستند. سایر حساسیت‌ها شامل تجربیات اولیه زندگی مانند از دست دادن والدین ،  یا روان رنجوری بالا است.  دیاتز را می توان به عنوان عوامل موقعیتی مانند وضعیت اقتصادی-اجتماعی پایین یا داشتن پدر و مادر مبتلا به افسردگی نیز تعریف کرد. 

## استرس (فشار بیرونی)
استرس را می توان به عنوان یک واقعه زندگی تعریف شود که تعادل زندگی فرد را بر هم می زند.   به عنوان مثال ، یک فرد ممکن است در برابر افسردگی آسیب پذیر باشد ، اما تا زمانی که در معرض استرس خاصی قرار نگیرد ، ممکن است دچار افسردگی نشود.  عوامل استرس زا می تواند به صورت یک واقعه گسسته مانند طلاق والدین یا مرگ یکی از اعضای خانواده رخ دهد، یا می تواند عوامل مزمن تری مانند داشتن یک بیماری طولانی مدت یا مشکلات زناشویی مداوم باشد.  استرس ها همچنین می توانند با مشکلات روزانه بیشتری مانند مهلت تعیین تکلیف در مدرسه مرتبط باشند. این امر همچنین به عنوان استفاده رایج (و مهندسی) از استرس موازی است ، اما توجه داشته باشید که برخی از پژوهش‌ها استرس را به عنوان پاسخ به عوامل استرس زا تعریف می کنند ، خصوصاً در مواردی که استفاده در زیست شناسی بر علوم اعصاب تأثیر می گذارد. 
مدت هاست که استرس به عنوان عامل مهمی در درک چگونگی شکل‌گیری آسیب شناسی روانی در افراد شناخته شده.  با این حال ، روانشناسان متوجه شده‌اند که همه افرادی که دچار استرس هستند و یا رویدادهای استرس زای زندگی را پشت سر می گذارند دچار اختلال روانی نمی شوند. برای درک این موضوع ، نظریه پردازان و محققان عوامل دیگری را که در ایجاد یک اختلال تأثیرگذار است بررسی کردند  و پیشنهاد کردند که برخی از افراد تحت استرس دچار اختلال می شوند و برخی دیگر این اختلال را ندارند. به همین ترتیب ، برخی از افراد پس از ایجاد استرس ، نسبت به دیگران آسیب پذیرتر می شوند.  این امر منجر به فرموله سازی مدل دیاستز استرس شد. 